# Urtinoteri
Els urtinoteris (Urtinotherium) són un gènere extint de mamífers perissodàctils de la família dels xifodòntids que visqueren a l'Àsia oriental durant l'Eocè, fa entre 33,9 i 47,8 milions d'anys. Se n'han trobat restes fòssils a Mongòlia i la Xina. Eren una mica més petits que indricoterins de l'Oligocè com els paracerateris. A diferència d'aquests últims, encara conservaven la segona i tercera dents incisives inferiors, les canines inferiors i les primeres premolars inferiors. Presentaven un diastema entre les canines i les dents postcanines. El nom genèric Urtinotherium significa ‘bèstia d'Urtin’.